# Leffe
Leffe er et belgisk ølmærke.

## Historie
Klosteret Notre Dame de Leffe blev grundlagt i 1152. Som så mange andre klostre på den tid, bryggede det her også øl. Klostret blev ødelagt og forladt i 1794 på grund af den franske revolution, og det gik ud over ølproduktionen. Men der skulle mere til end det for at stoppe Leffe. Et samarbejde mellem Leffe og et større bryggeri i 1952 sikrede fremtidig vækst og succes for øllet. I dag har Leffe et museum i byen Dinant.